# Turystyka gminy Dębno (województwo małopolskie)

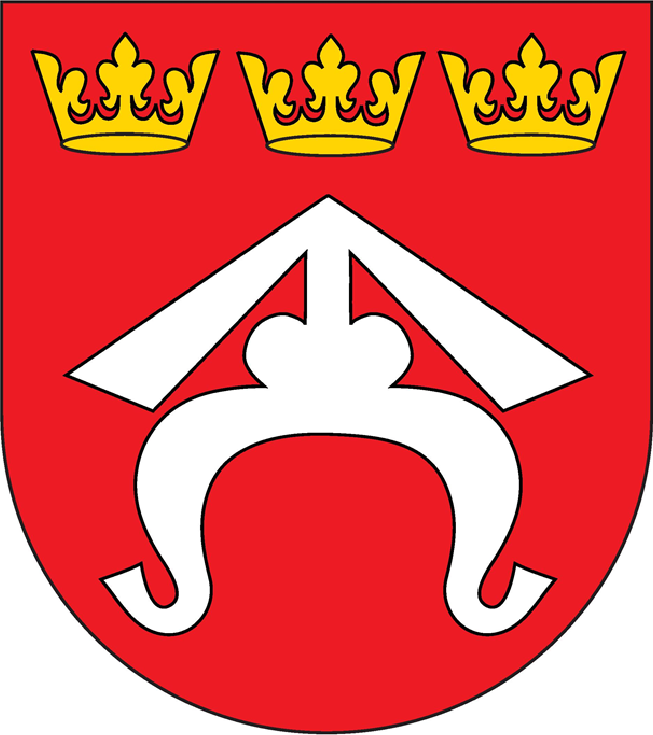
Herb Gminy Dębno

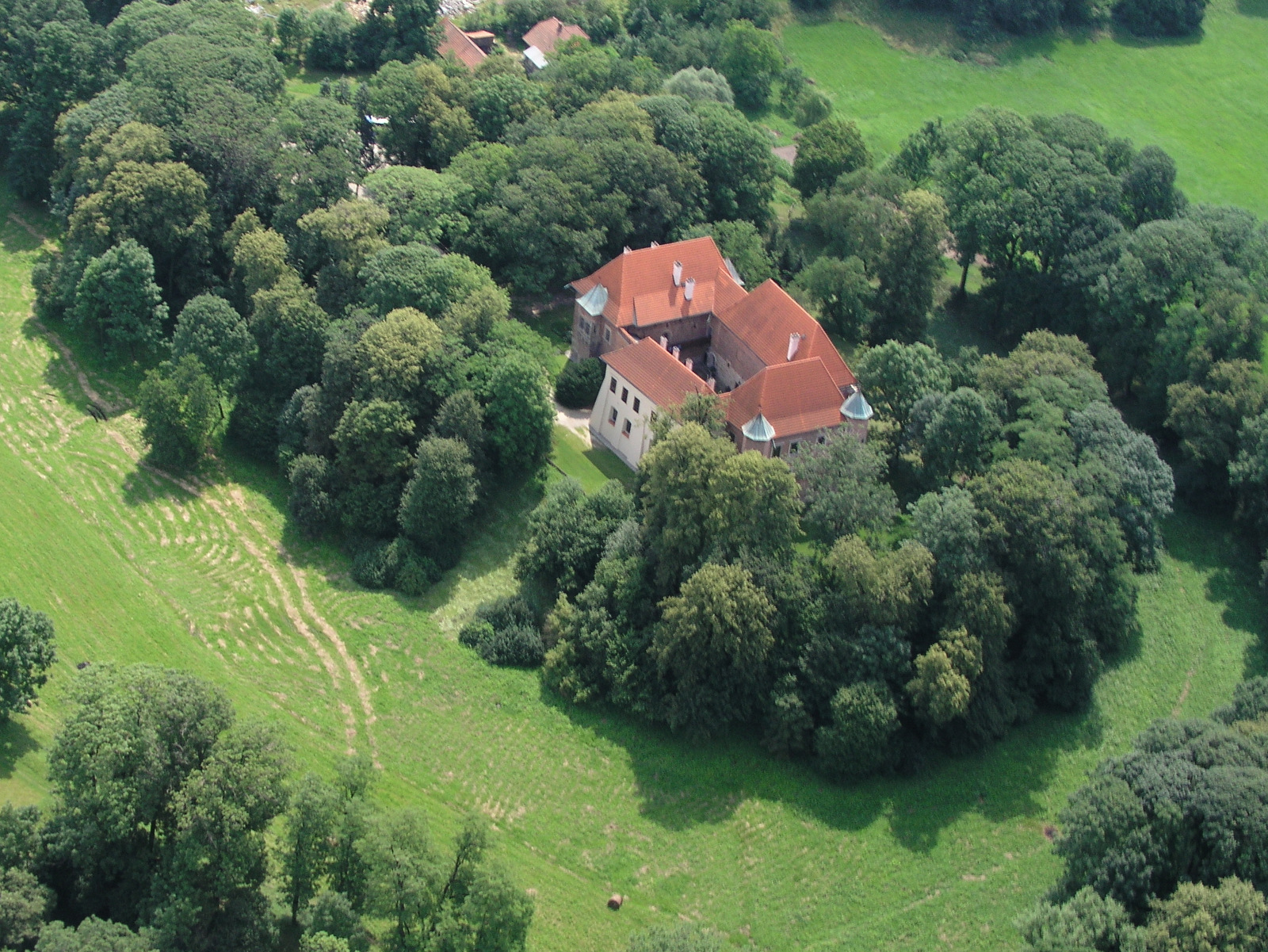
Widok Zamku w Dębnie z lotu ptaka

Dębno – gmina wiejska leżąca we wschodniej części województwa małopolskiego jest jedna z siedmiu gmin powiatu brzeskiego. Ma ponad 81 km² powierzchni, a w jej skład wchodzi trzynaście miejscowości: Dębno, Wola Dębińska, Maszkienice, Biadoliny Szlacheckie, Doły, Jastew, Jaworsko, Łysa Góra, Łoniowa, Perła, Niedźwiedza, Sufczyn, Porąbka Uszewska. O rozwoju obszaru gminy Dębno decydowało usytuowanie przy szlaku handlowym (drodze krajowej nr 94). Ta ważna trasa przecina gminę z zachodu na wschód. W odległości 10 km od centrum gminy znajdują się dwa miasta - na zachód od Dębna znajduje się Brzesko, a na wschód Wojnicz.

## Topografia terenu
Gmina Dębno znajduje się w środkowo-wschodniej części powiatu brzeskiego w województwie małopolskim. Z południa na północ przecina ją rzeka Niedźwiedź. Obszar gminy położony jest na granicy dwóch krain geograficznych. Jej południowa część leży w obrębie Podgórza Karpackiego, natomiast północną jej część stanowi obrzeże Kotliny Sandomierskiej, a zatem rejony te doskonale się nadają do turystyki rowerowej. Turystycznymi atutami gminy są również zabytki architektoniczne oraz spore obszary leśne, zwłaszcza w północnych rejonach gminy.

## Zabytki

### Zamek w Dębnie

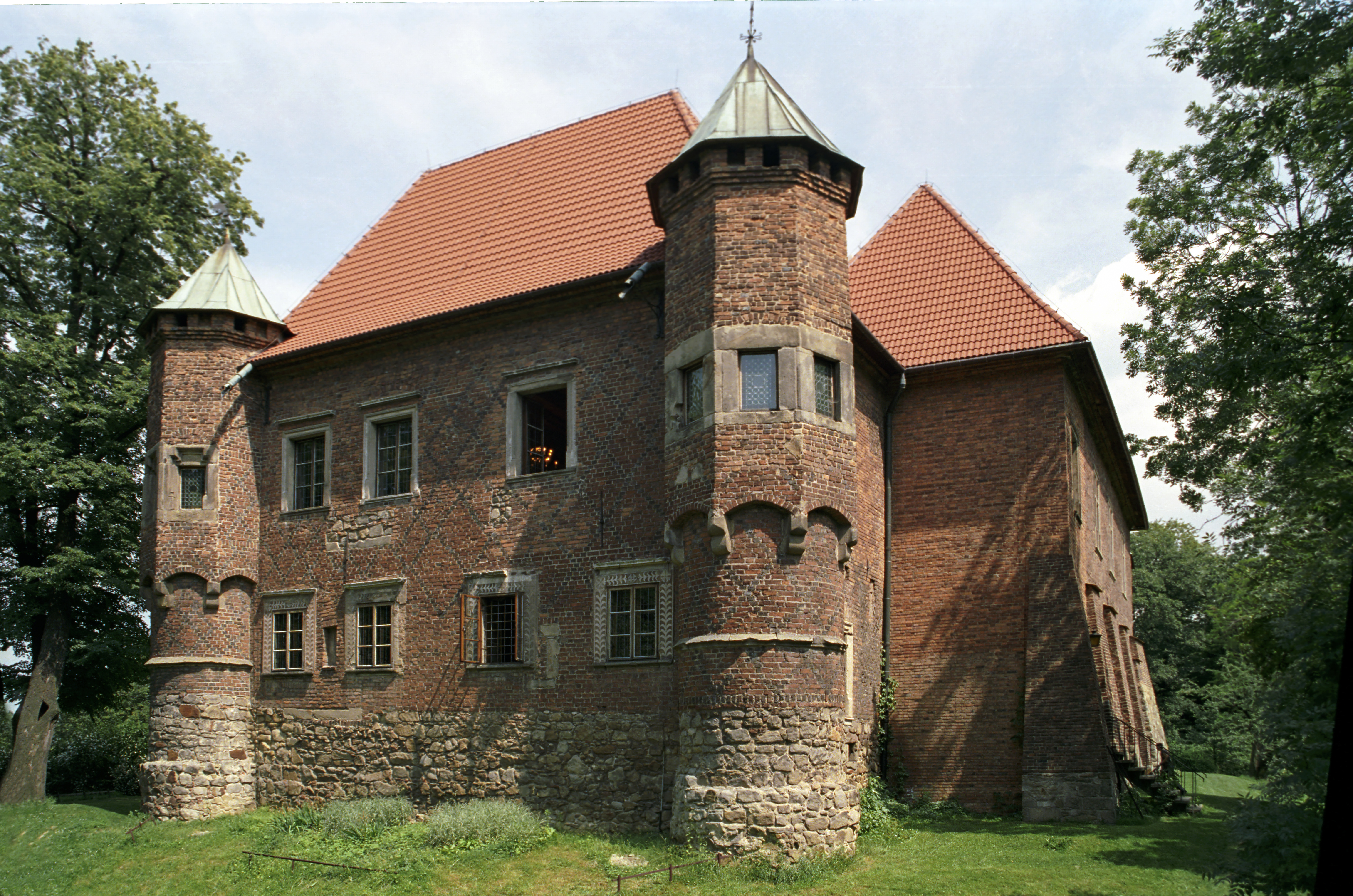
Zamek w Dębnie

Dębiński zamek znajduje się w północnej części miejscowości Dębno. Został usytuowany na niewielkim wzgórzu, otoczony nieckami dawnych stawów. Powstał w latach 1470-1480 za sprawą kasztelana krakowskiego Jakuba z Dębna. Zanim powstała murowana budowla, na miejscu zamku stała drewniano-ziemna warownia założona na planie owalu wzniesiona prawdopodobnie po 1264 lub 1274 roku przez komesa Świętosława z rodu Gryfitów, w której według miejscowej legendy miała mieć schronienie księżna Kunegunda, żona księcia Bolesława Wstydliwego, uciekająca przed Tatarami. Ostatnim właścicielem Zamku w Dębnie był Stanisław Jastrzębski, który opuścił gród we wrześniu 1939 roku. Wówczas majątek został przejęty przez zarząd niemiecki - władze okupacyjne. Po II wojnie światowej zamek stał się własnością Skarbu Państwa. Użytkował go Związek Historyków Sztuki i Kultury, Stowarzyszenie Historyków Sztuki, a przez pewien czas także szkoła przysposobienia rolniczego i biblioteka. Pod koniec lat 80. obiekt znalazł się pod kuratelą tarnowskiego Muzeum Okręgowego jako jego oddział. Dziś zamek jest wizytówką gminy Dębno i miejscem licznych wydarzeń kulturalnych, m.in. turnieju rycerskiego o Złoty Warkocz Tarłówny.

### Kościół św. Małgorzaty w Dębnie

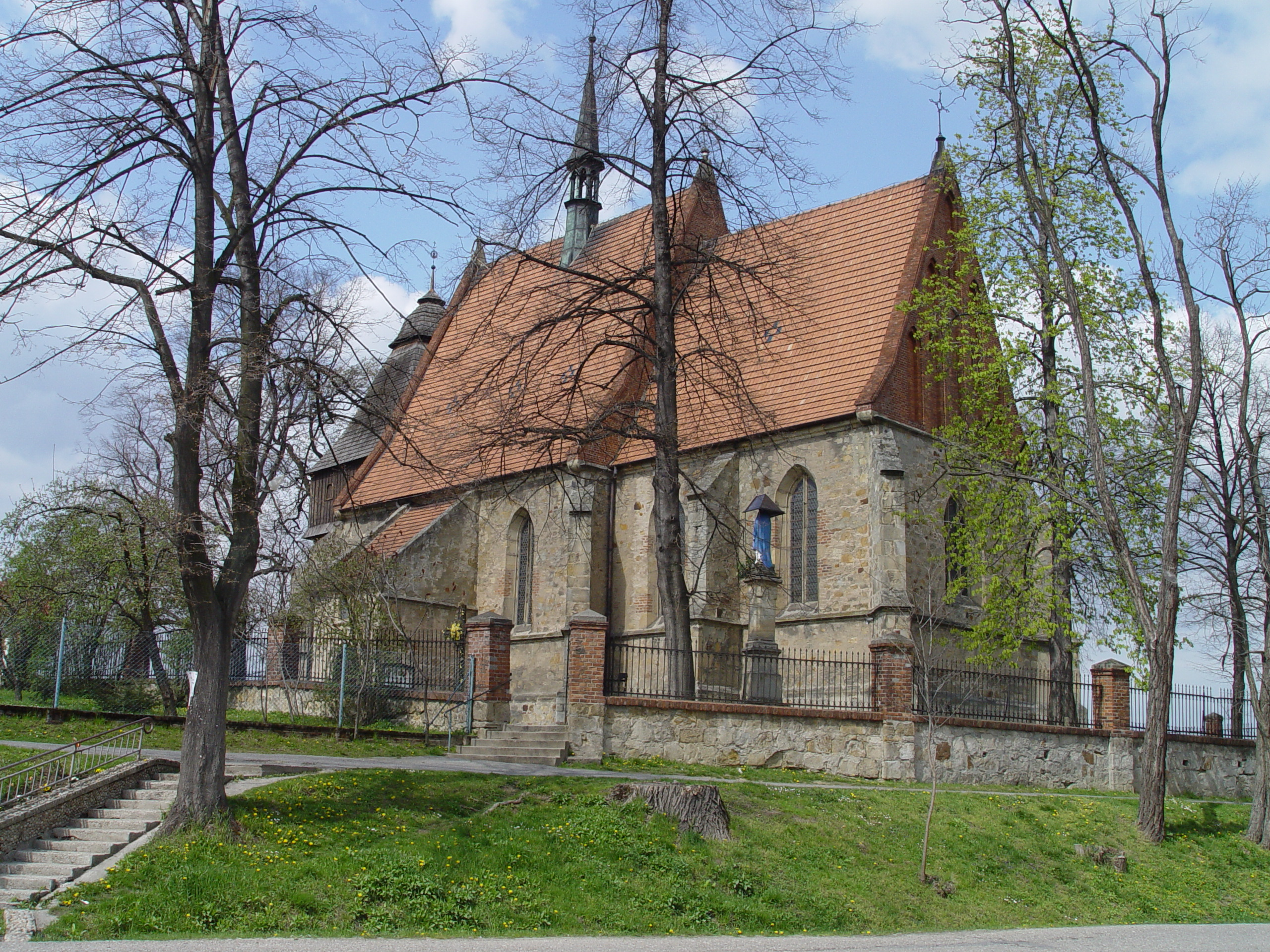
Kościół parafialny pw. św. Małgorzaty w Dębnie

Gotycki kościół parafialny w Dębnie w powiecie brzeskim, zbudowany na przełomie XV i XVI wieku. Znajduje się w południowej części wsi Dębno nieopodal dębińskiego zamku. Należy do najstarszych budowli sakralnych w powiecie brzeskim. Kościół wzniesiony został w latach 1486-1502. Jego budowę rozpoczął kasztelan krakowski Jakub z Dębna. Po śmierci kanclerza wielkiego koronnego w 1490 roku budowę kościoła dokończył kolejny właściciel Dębna, Jakub Dębiński ze Szczekocina.
Architektura kościoła pw. św. Małgorzaty ma charakter późnogotycki. Wzniesiona została z cegły i kamienia. Ściany opięte są masywnymi uskokowymi szkarpami. Kościół odznacza się wysokimi dachami siodłowymi. Prezbiterium kościoła nakryte jest dwuprzęsłowym sklepieniem krzyżowo-żebrowym, a szersza, prostokątna nawa drewnianym stropem kasetonowym. Po południowej stronie nawy znajduje się kruchta, a po północnej stronie prezbiterium do którego przylega zakrystia z dobudowanym w późniejszych czasach przedsionkiem. Kruchtę jak i zakrystie wieńczy sklepienie kolebkowe. W ostrołukowej tęczy znajduje się profilowana belka tęczowa z barokowym krucyfiksem z XVIII wieku. Szczególną uwagę zwraca siedem gotyckich portali w tzw. typie długoszowskim. We wnętrzu kościoła szczególnie warto zwrócić uwagę na tabernakulum ścienne, które znajduje się  we wschodniej części muru prezbiterium. W ołtarzu głównym kościoła znajduje się pochodząca z 1863 roku kopia późnogotyckiego tryptyku ufundowanego przez Jakuba z Dębna i jego żonę Barbarę z Jarosławskich.
Oryginalny późnogotycki tryptyk ufundowany przez Jakuba z Dębna znajduje się w Muzeum Narodowym w Krakowie. Natomiast w Muzeum Diecezjalnym w Tarnowie znajdują się dwie pochodzące z kościoła św. Magdaleny gotycko-renesansowe rzeźby: Matki Boskiej i św. Jana Chrzciciela.

### Kaplica grobowa Jastrzębskich

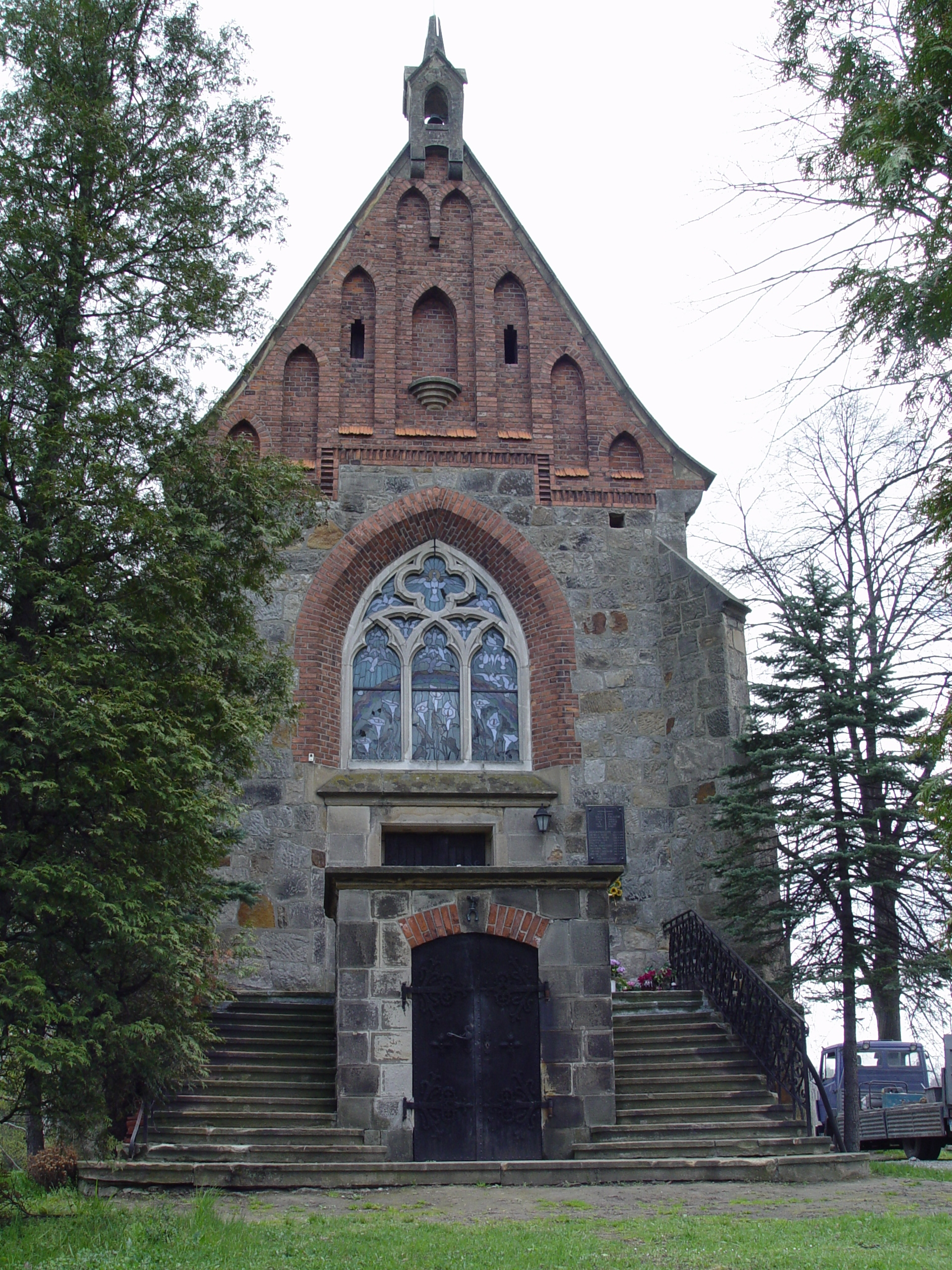
Kaplica grobowa Jastrzębskich w Dębnie

Znajduje się w pobliżu głównego wejścia na cmentarz parafialny w Dębnie. Powstała w 1906 roku z fundacji Marii Dębińskiej z Jastrzębskich. Prawdopodobnie została wzniesiona według projektu znanego architekta Jana Sas-Zburzyckiego. Jest to z pewnością najpiękniejszy tego rodzaju  neogotycki zabytek znajdujący się w powiecie brzeski. Powstał na planie prostokąta z zamkniętym trójbocznie prezbiterium. Ściany kaplicy opięte są uskokowymi szkarpami, a całość nakrywa wysoki dach o stromo opadających połaciach nakrytych ceramiczną dachówką. Szczególną uwagę zwraca od strony frontowej niewielka kamienna  przybudówka zejścia prowadząca do krypty grobowej w której znajdują się prochy członków rodziny Jastrzębskich - ostatnich właścicieli zamku w Dębnie. Kryptę kaplicy zamykają żelazne drzwi z herbem Jastrzębskich - Ślepowron.

### Zabytkowe kapliczki

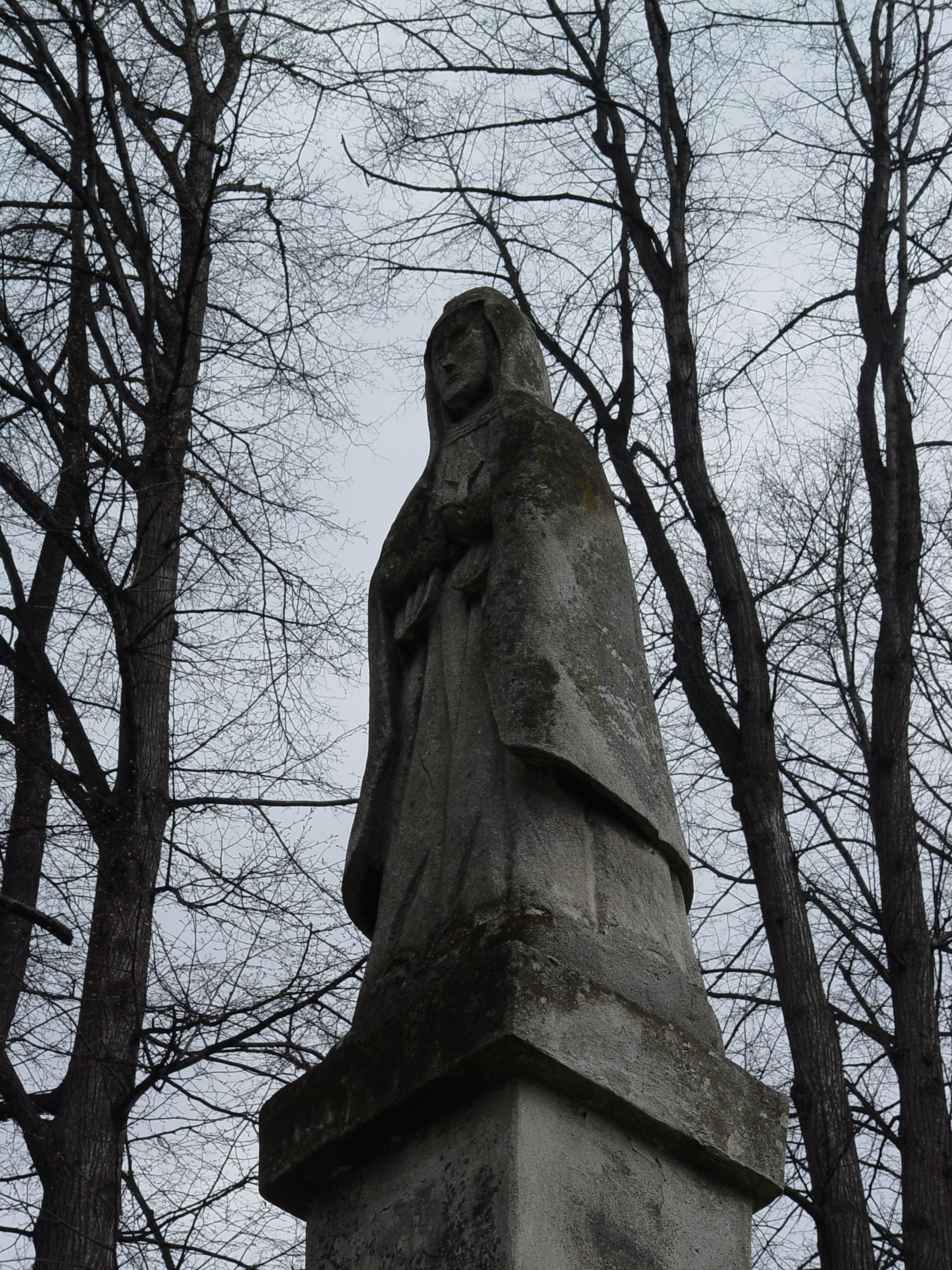
Pominik św. Kingi

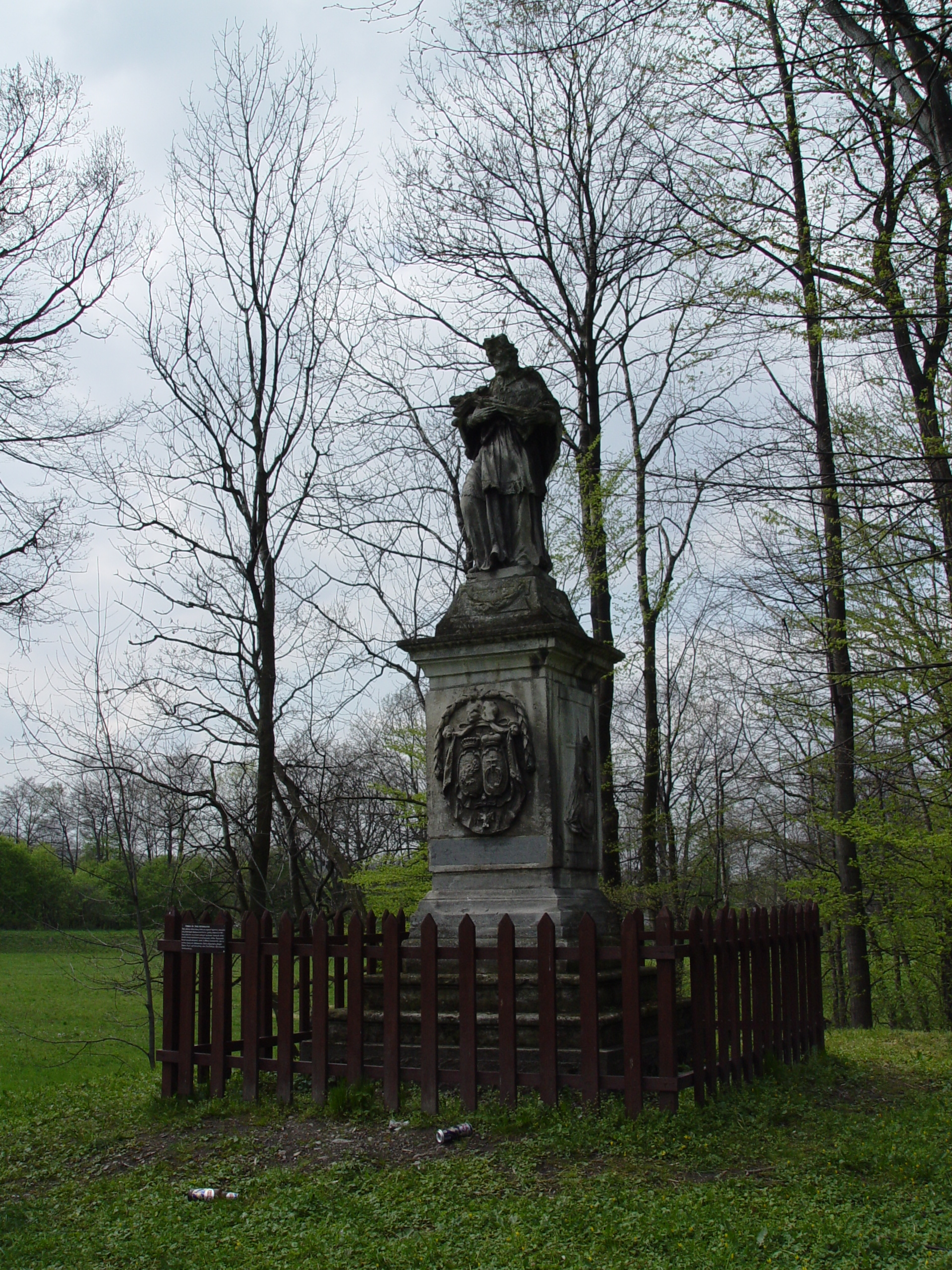
Pomnik św. Jana Nepomucena

Spacerując w okolicy kościoła św. Małgorzaty w Dębnie i zamku w Dębnie natknąć się można na kilka zabytkowych figur przydrożnych. Najstarszą z nich jest figura św. Kingi znajdująca się na niewielkim pagórku, kilkaset metrów od zamku. Ufundowana została w 1725 roku przez Annę Tarłową. Przedstawia kobietę odziana w strój klaryski, trzymająca w złożonych rękach krzyż.
Nieopodal zamku - u zbiegu trzech alejek znajduje się posąg św. Jana Nepomucena z 1775 roku. Fundatorami tej figury byli Anna Nepomucena z Jabłonowskich i Maciej Lanckorońscy. Posag usytuowany jest na postumencie z herbami Zadora i Prus III nad orderem Orła Białego.
Kolejną warta uwagi kapliczką w gminie Dębno jest znajdująca się w miejscowości Wola Dębińska XVIII-wieczna figura św. Floriana znajdująca się przy drodze krajowej nr 94 w pobliżu skrzyżowania prowadzącego do Biadolin Szlacheckich i Perły. Ufundowana została prawdopodobnie przez ówczesnych właścicieli Dębna. Nieopodal figury św. Floriana znajduje się też pomnik z 1938 roku wystawiony przez mieszkańców wsi dla uczczenia 20. rocznicy niepodległości Polski.
Przy wejściu na cmentarz parafialny w Dębnie znajduje się figura Chrystusa Frasobliwego pochodząca prawdopodobnie z 1747 roku, której fundatorką była Anna Tarłowa. W pierwotnym zamierzeniu rzeźba była figurą przydrożną, gdyż znajdujący się za nią cmentarz powstał w połowie XIX wieku.
Wspominając o parafialnym cmentarzu, nie można pominąć znajdujących się w nim kilkanaście cennych zabytkowych pomników z XIX wieku. Najstarszym nagrobkiem znajdującym się na tym cmentarzu jest nagrobek Wojciecha Jurgowskiego pochodzący z 1854 roku. Na szczególną uwagę zasługuje również odrestaurowana niedawno figura Matki Boskiej Bolesnej trzymająca na kolanach zdjętego z krzyża Chrystusa (tzw. Pietà) pochodząca prawdopodobnie z 1860 roku. Znajduje się ona nad grobem niewidomego mieszkańca wsi Dębno, a jej autorem był Adeodatus Martyński - kamieniarz z Borzęcina.

### Sanktuarium w Porąbce Uszewskiej

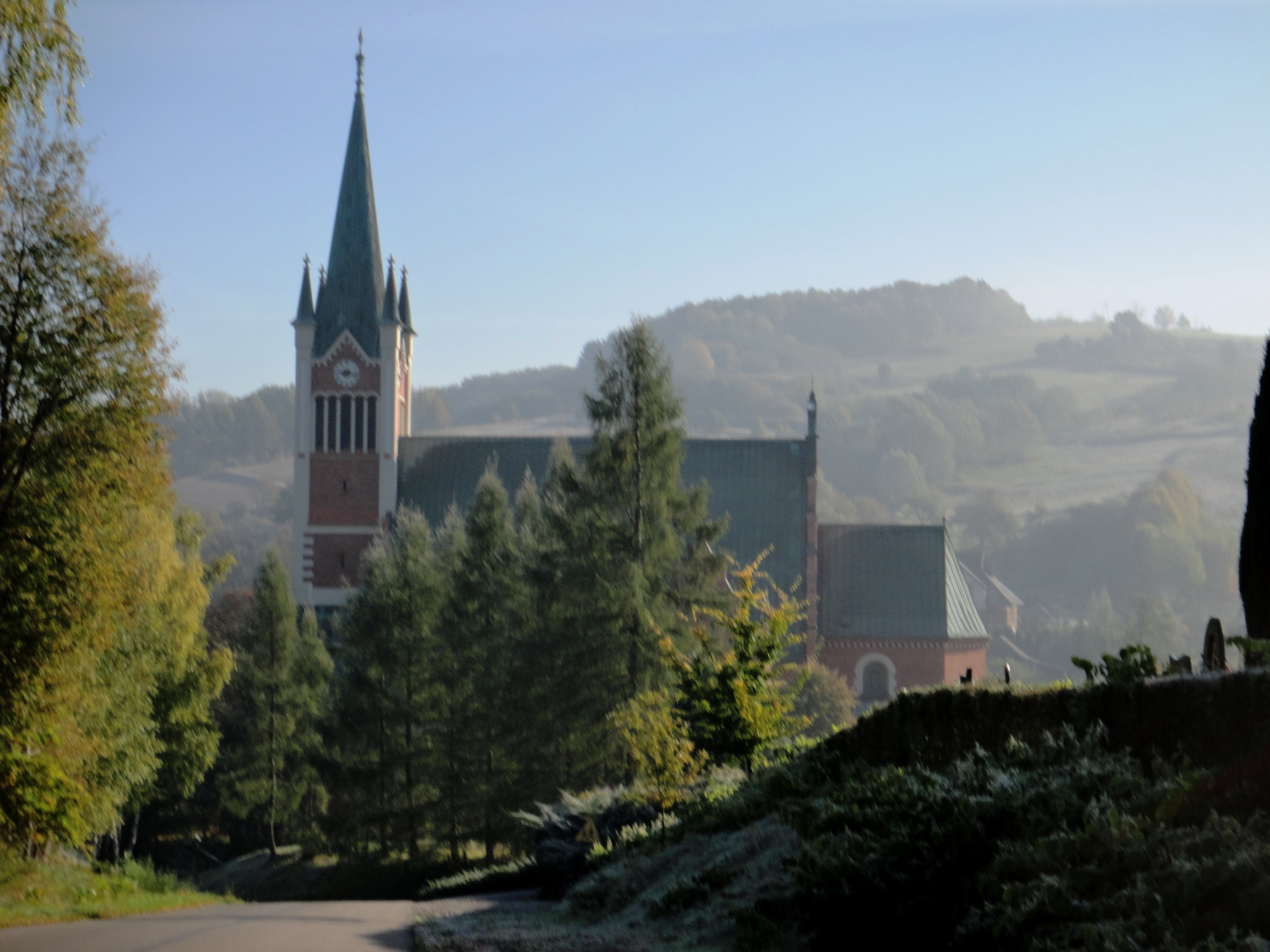
Kościół pw. św Andrzeja w Porąbce Uszewskiej

5 km na południowy zachód od Dębna znajduje się sanktuarium w Porąbce Uszewskiej. Liczący prawie sto lat kościół parafialny pw. św. Andrzeja zaliczany jest do największych dzieł Jana Sas-Zburzyckiego. Kościół ma charakter neogotycki. Trzynawowa, murowana z cegły świątynia posiada zamknięte trójboczne prezbiterium. Od frontowej strony znajduje się kwadratowa wieża, natomiast dach zdobi wieżyczka na sygnaturkę z latarnią. W neogotyckim ołtarzu głównym kościoła znajduje się barokowy obraz Matki Boskiej Pocieszenia z Dzieciątkiem. W świątyni znajdziemy również XVIII-wieczne obrazy m.in. św. Józefa z Dzieciątkiem, Ecce Homo, św. Franciszka, św. Jana Nepomucena oraz św. Piotra. Jednak najstarszym zabytkiem malarskim jest obraz z początku XVI wieku przedstawiający Matkę Bożą z Dzieciątkiem znajdujący się w późnobarokowym ołtarzu kaplicy bocznej kościoła.

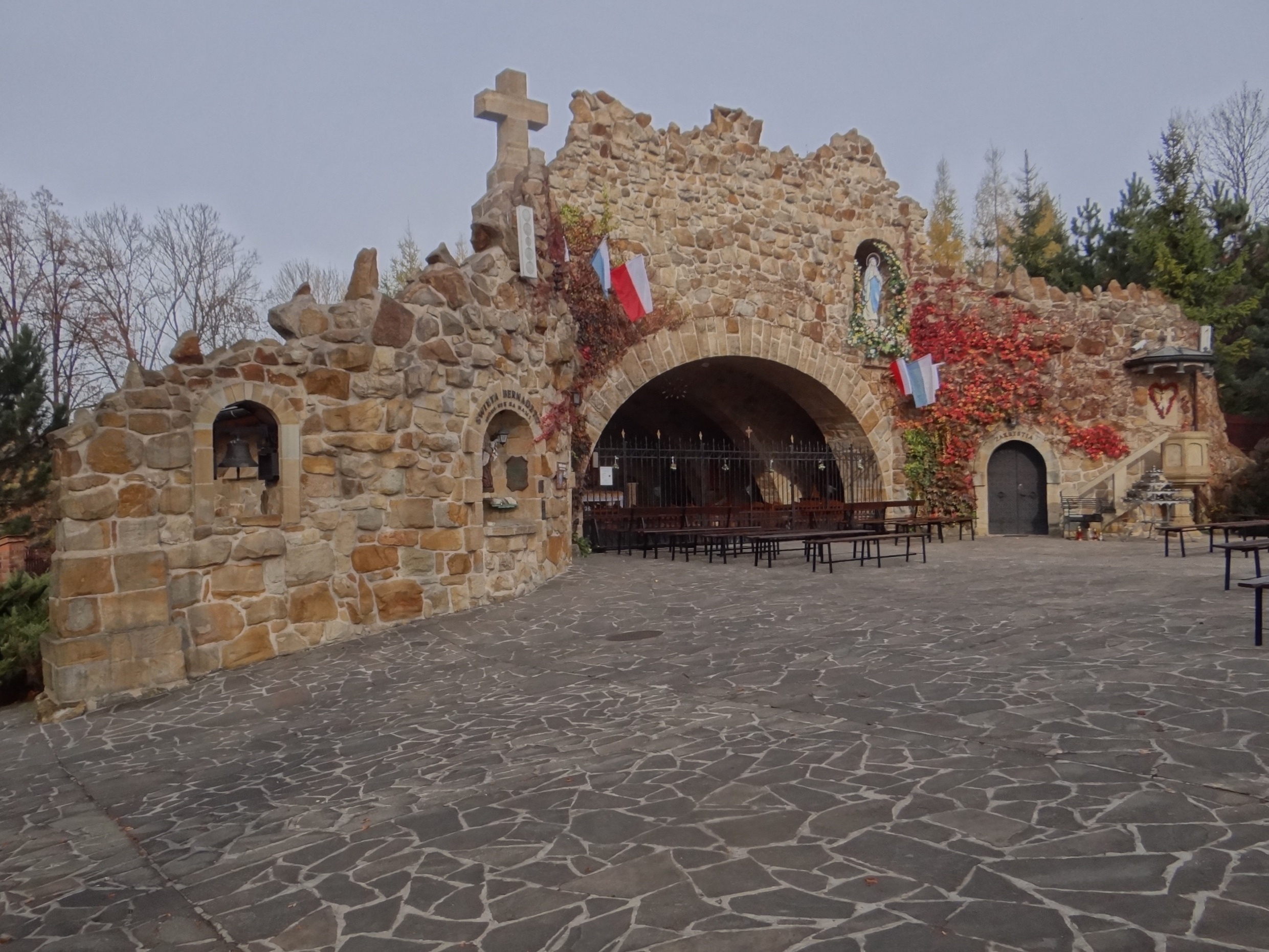
Grota Matki Bożej z Lourdes w Porąbce Uszewskiej

Szczególne odwiedzana przez turystów z całej Polski jest kopia Groty z Lourdes, gdzie Bernadecie Soubirous w 1858 roku objawiła się Matka Boża. Położona jest 200 metrów od kościoła parafialnego w Porąbce Uszewskiej na zagospodarowanym wzniesieniu. Bryła groty ma plan prostokąta. Wejściowa arkada ze zdobioną kratą zwrócona jest w kierunku południowym. Po bokach znajdują przybudówki, mieszczące zakrystie po stronie prawej, natomiast po lewej Kaplice Najświętszego Sakramentu. W centralnej części groty znajduje się ołtarz, a we frontowych ścianach źródła z cudowną wodą z Lourdes. Tuż obok sanktuarium znajduje się pomnik księdza Jana Palce, który przyczynił się do rozwoju kultu maryjnego na terenie Porąbki Uszewskiej. Przy alejkach spacerowych znajdujących się poniżej groty umieszczone są figury św. Maksymiliana Kolbe oraz Matki Bożej. Odwiedzając to miejsce warto wiedzieć, że dnia 8 grudnia 2003 roku ówczesny biskup tarnowski Wiktor Skworc wydał dekret, w którym Grotę w Porąbce Uszewskiej uczynił sanktuarium maryjnym.

### Kościół św. Józefa Rzemieślnika w Maszkienicach
Wybudowany w latach 1914–1919, znajdujący się w Maszkienicach. Został zaprojektowany przez tarnowskiego architekta Janusza Rypuszyńskiego. Wzniesiona z cegły świątynia charakteryzuje się stylem neogotyckim. Po obu stronach nawy kościoła wzniesione są dwie symetryczne kaplice. We wnętrzu kościoła szczególną uwagę przykuwa późnobarokowy ołtarz boczny z I połowy XVIII wieku, mieszczący obraz św. Anny z końca XIX wieku. Od maja 2012 roku w kościele znajdują się relikwie św. Rity i z tej okazji każdego 22 dnia miesiąca odbywają się nabożeństwa ku czci świętej, na które przybywa spora ilość pielgrzymów z woj. małopolskiego.

### Kościół Matki Bożej Nieustającej Pomocy w Łysej Górze

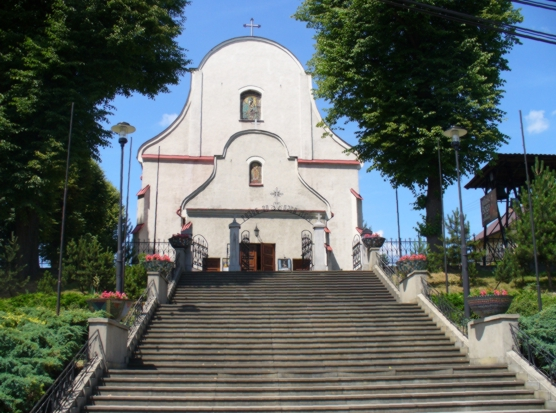
Kościół MBNP w Łysej Górze

Wybudowany został w latach 1920-1922, prawdopodobnie według projektu ówczesnego proboszcza ks. Wojciecha Bukowca. Kościół złożony jest z trójnawowego korpusu pseudo-halowego i krótkiego prezbiterium zamkniętego trójbocznie. Przy prezbiterium znajduje się zakrystia, natomiast przy nawie przedsionek. Świątynia nakryta jest dachami dwuspadowymi. We wnętrzu kościoła szczególną uwagę zwraca ołtarz główny o charakterze neogotyckim z 1936 roku w którym znajduje się obraz Matki Bożej Nieustającej Pomocy.

### Imprezy plenerowe
Międzynarodowy Turniej Rycerski "O złoty warkocz Tarłówny"
Jedna z największych imprez plenerowych w całym powiecie brzeskim organizowana od 1995 roku przez Muzeum Okręgowe w Tarnowie, Dębińskie Centrum Kultury oraz Urząd Gminy Dębno. Turniej jest jednodniową imprezą organizowaną corocznie w 3. lub 4. niedzielę września na Zamku w Dębnie. W tym dniu do Dębna zjeżdżają się rycerstwa z kraju jak i zagranicy. Widzowie mogą podziwiać między innymi pokazy kaskaderskie, turniej łuczniczy, bitwy, a na sam koniec fajerwerki. W czasie imprezy możemy podziwiać walki rycerskie od czasów średniowiecza, aż po wiek XX. Prezentacja obejmuje ponadto elementy uzbrojenia, sposoby walki i obyczaje rycerskie. Są też sceny bitewne z udziałem rycerstwa, artylerii oraz konnicy. Na stałe w program imprezy wpisała się już rywalizacji łuczników i rycerzy ciężkozbrojnych walczących o turniejowe trofeum - „Złoty warkocz Tarłówny”.
Gminne Zawody Sportowo-Pożarnicze

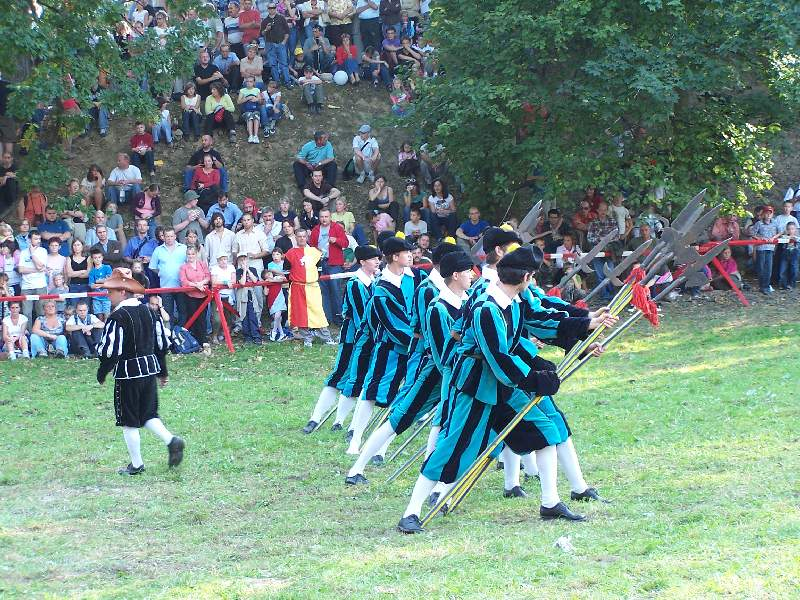
Turniej Rycerski w Dębnie

Coroczna impreza plenerowa organizowana w 3. niedzielę lipca na terenie gminy Dębno. W zawodach sportowo-pożarniczych bierze udział 12 jednostek Ochotniczej Straży Pożarnej (Dębno, Wola Dębińska, Jaworsko, Łoniowa, Maszkienice, Łysa Góra, Porąbka Uszewska, Sufczyn, Perła, Niedźwiedza, Doły i Jastew). W rywalizacji biorą udział grupy młodzieżowe (chłopcy i dziewczęta) i seniorów (męskie i żeńskie). Zawody organizowane są przez Wójta Gminy Dębno i cieszą się ogromną popularnością nie tylko wśród miłośników straży pożarnej, ale również mieszkańców gminy jak i przyjezdnych gości z okolic.
Przegląd Dziecięcych Zespołów Folklorystycznych Regionu Krakowskiego „Krakowiaczek"
Największa impreza folklorystyczna w kategorii dziecięcej odbywająca się w Małopolsce. Organizowana jest corocznie w Amfiteatrze Letnim w Łoniowej przez Małopolskie Centrum Kultury „SOKÓŁ” w Nowym Sączu – Biuro Organizacyjne w Tarnowie oraz Dębińskie Centrum Kultury. Przegląd swoim zasięgiem obejmuje regiony: Krakowiaków Wschodnich, Zachodnich, pogranicza krakowsko-rzeszowskiego oraz Podgórza Ciężkowickiego. Do miejscowości Łoniowa przyjeżdżają mali tancerze i muzycy, którzy od wielu lat pielęgnują najcenniejsze wartości folkloru.
Biesiada Agroturystyczna
Organizowana w Porąbce Uszewskiej na stadionie LKS "Victoria" przez Dębińskie Centrum Kultury oraz Stowarzyszenie Agroturystyczne w Porąbce Uszewskiej. W dniu imprezy kilkadziesiąt kół agroturystycznych i gospodarstw przygotowuje stoiska, na których można znaleźć potrawy m.in. zupy, dania obiadowe czy ciasta. Wszystkie te potrawy biorą udział w "Konkursie Potraw", a autorzy najlepszych potraw otrzymują nagrody ufundowane przez wójta gminy Dębno.

## Galeria

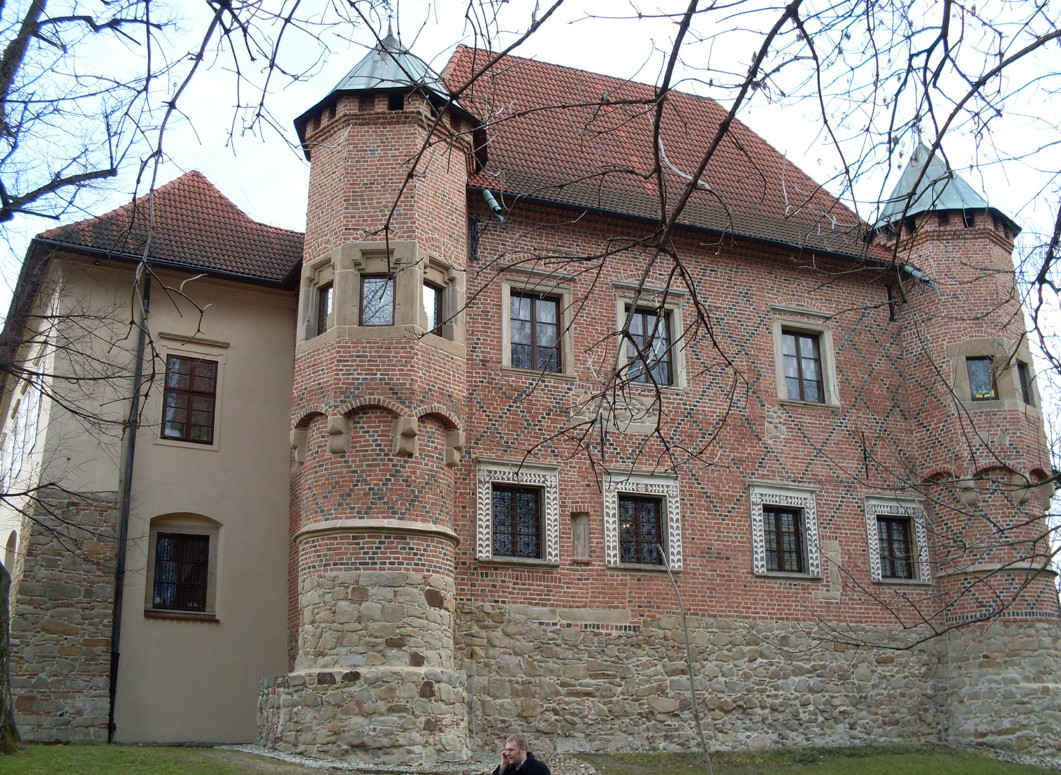
Zamek w Dębnie
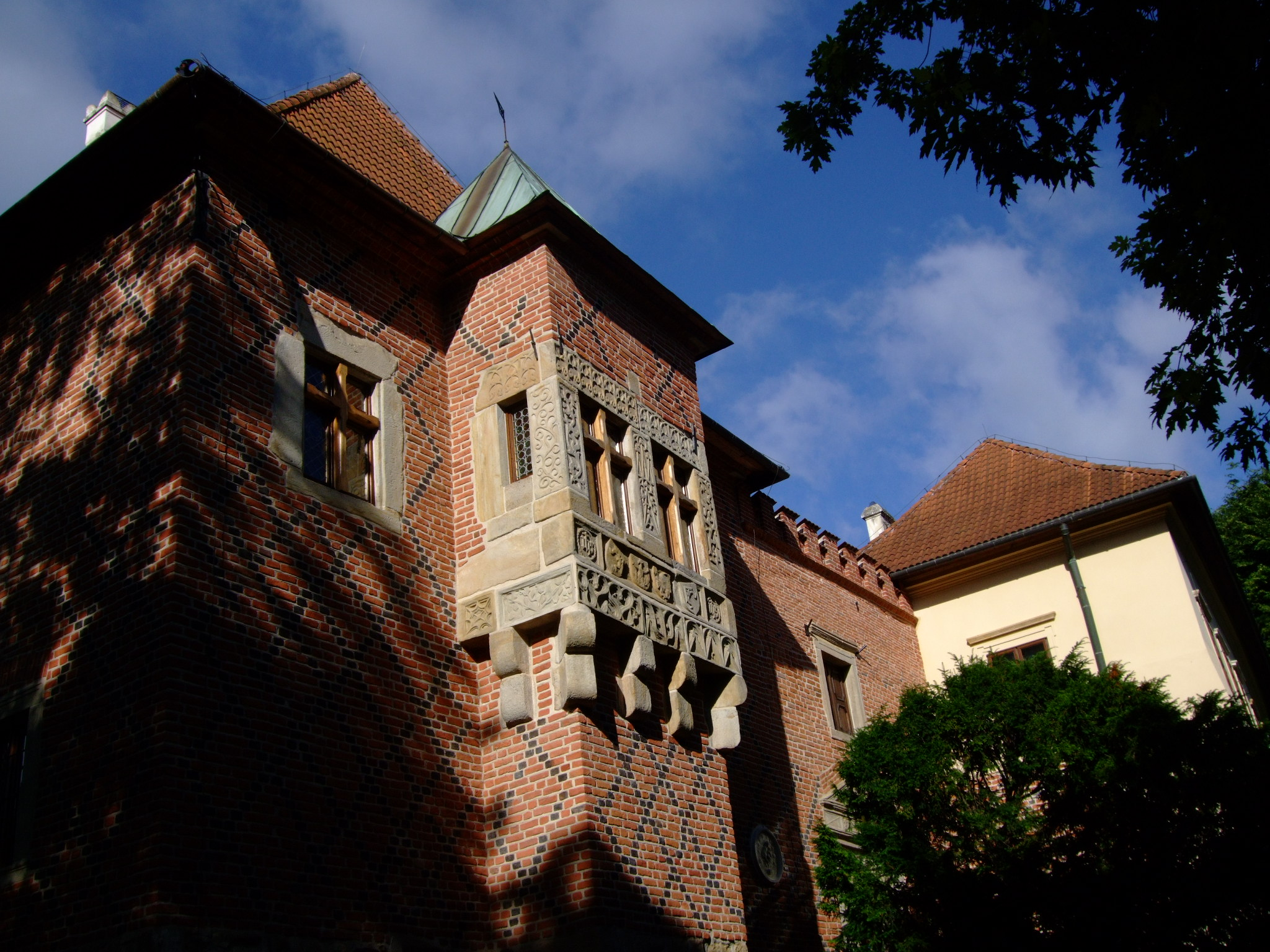
Zamek w Dębnie
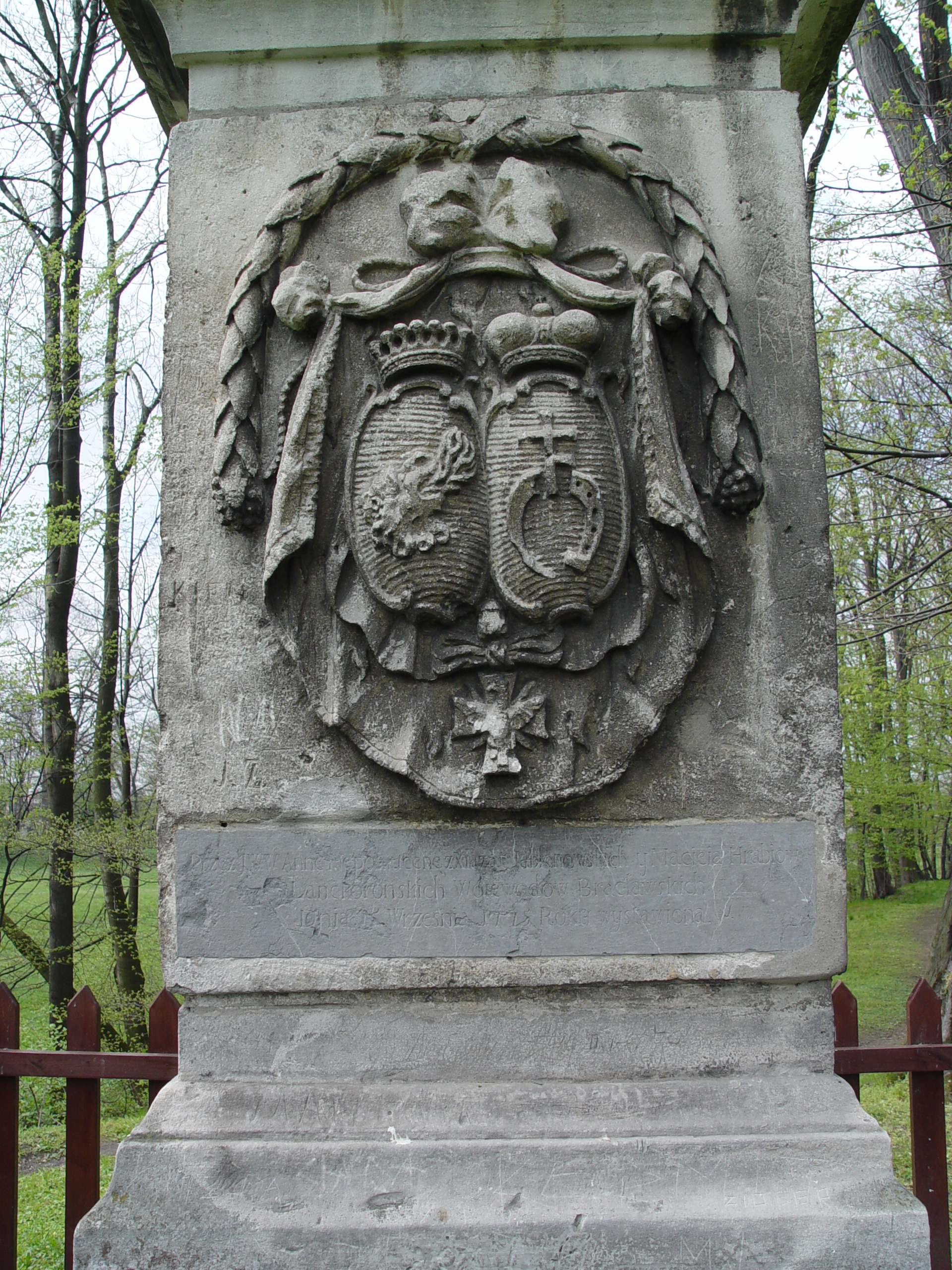
Aleja Parkowa w Dębnie - Figura św. Jana Nepomucena (herb Zadora i Prus III)
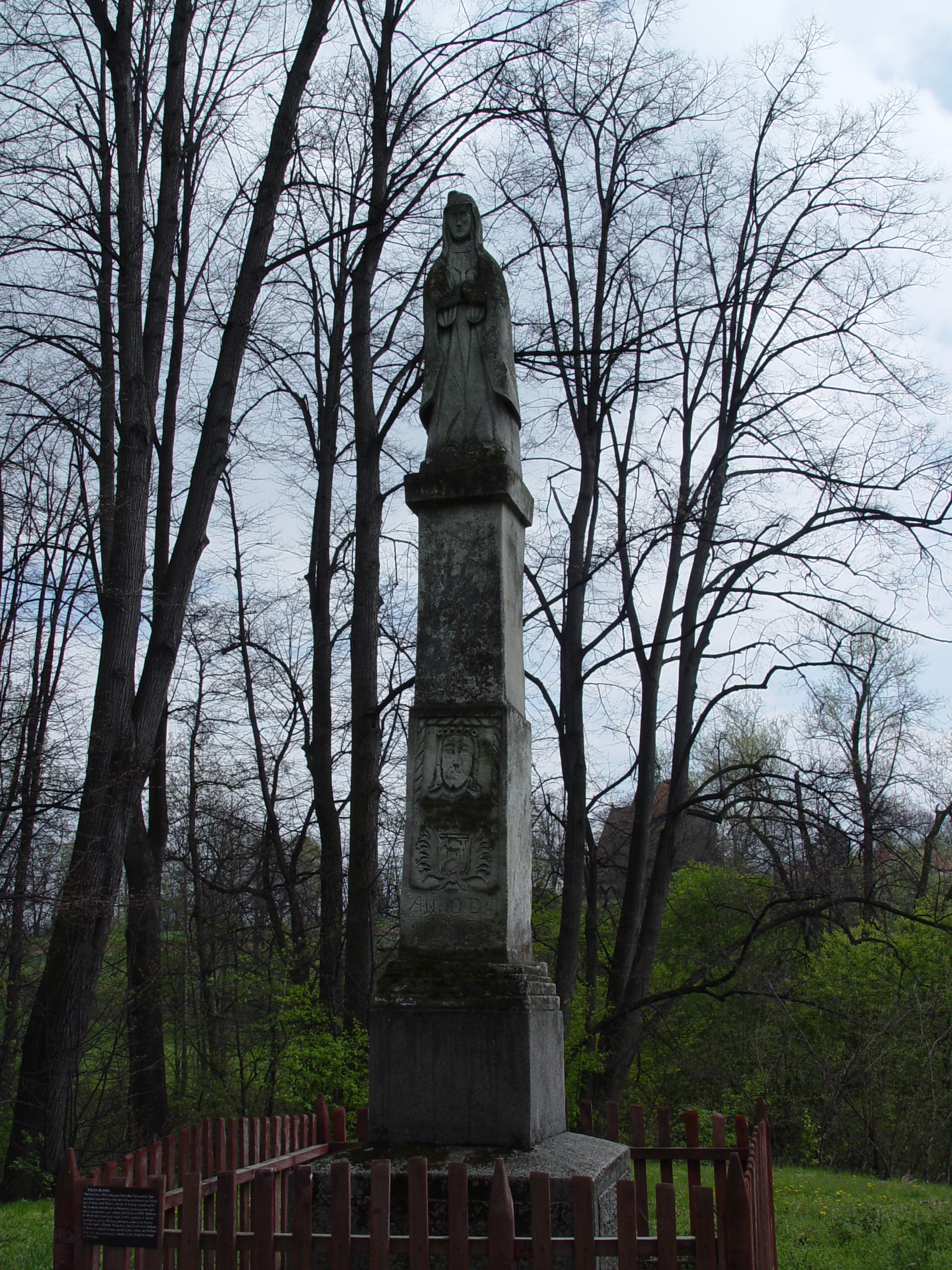
Aleja Parkowa w Dębnie - Figura św. Kingi
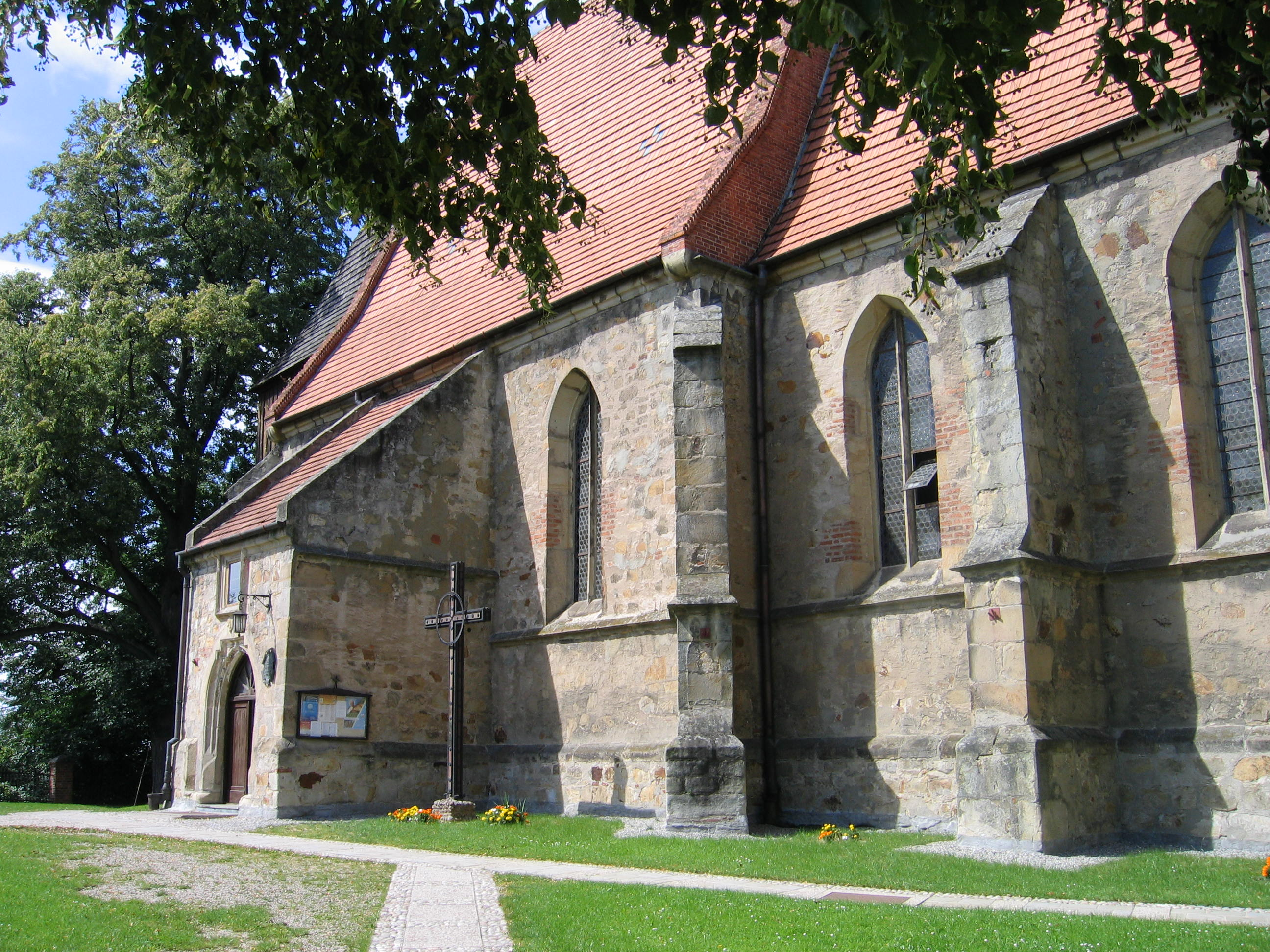
Kościół św. Małgorzaty w Dębnie
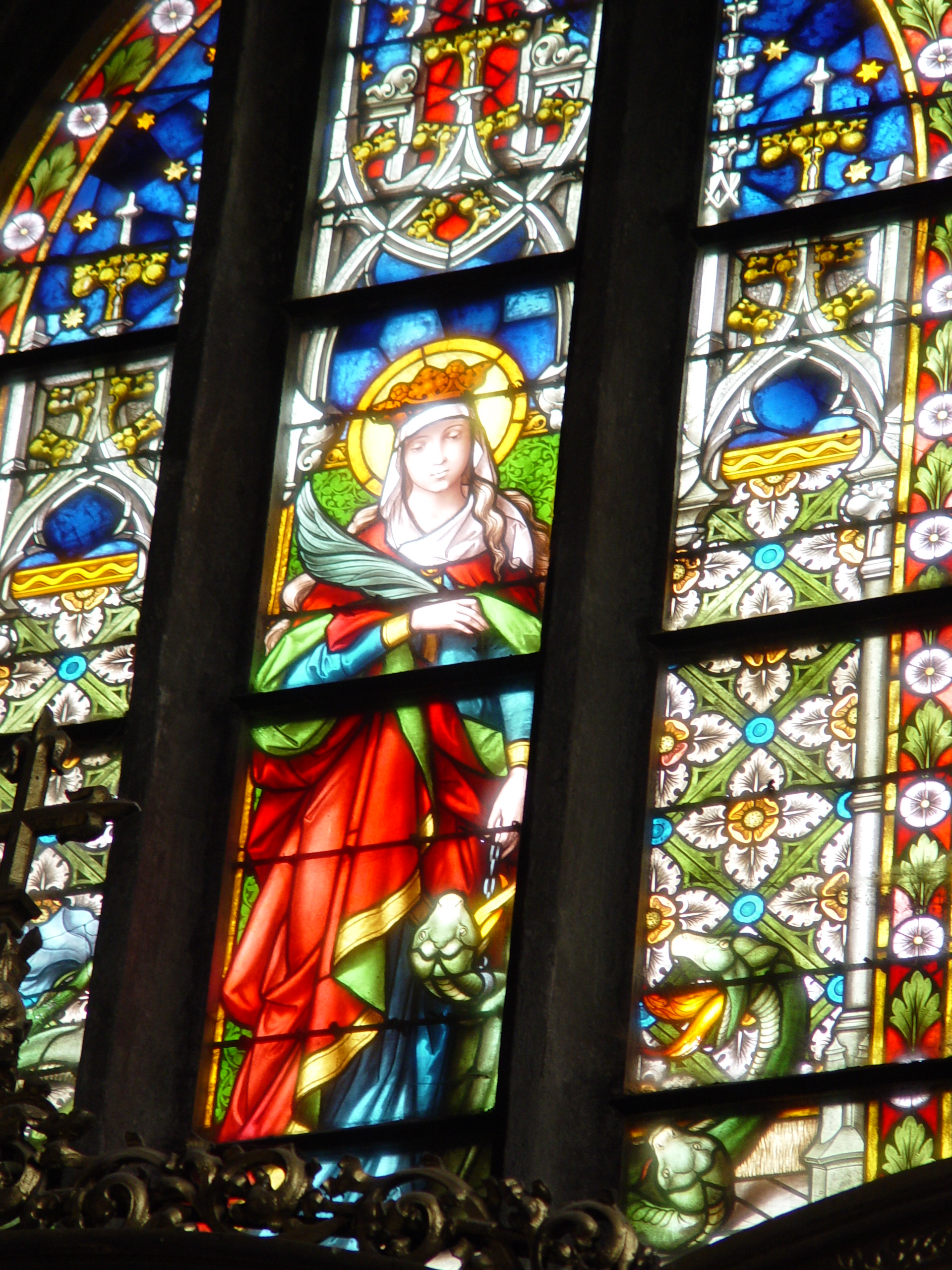
Witraż przedstawiający św. Małgorzatę w Kościele Parafialnym - Dębno
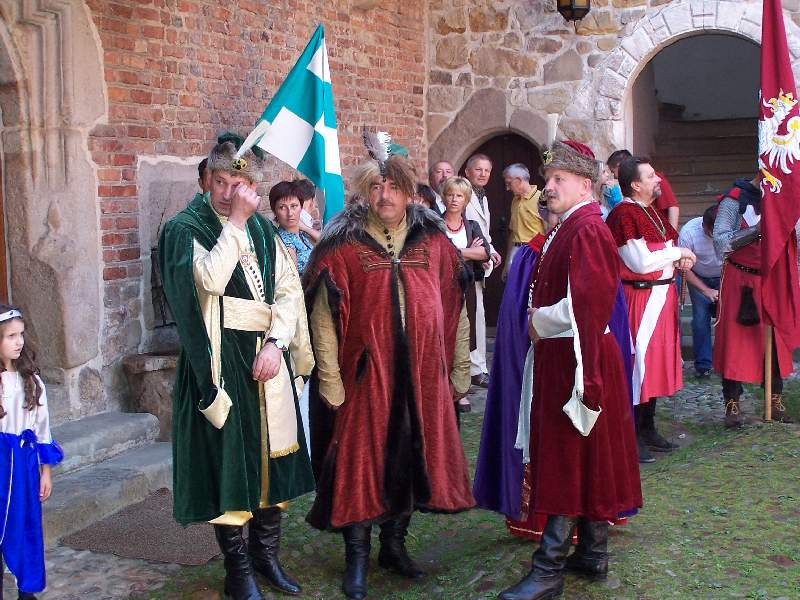
Turniej rycerski 2006
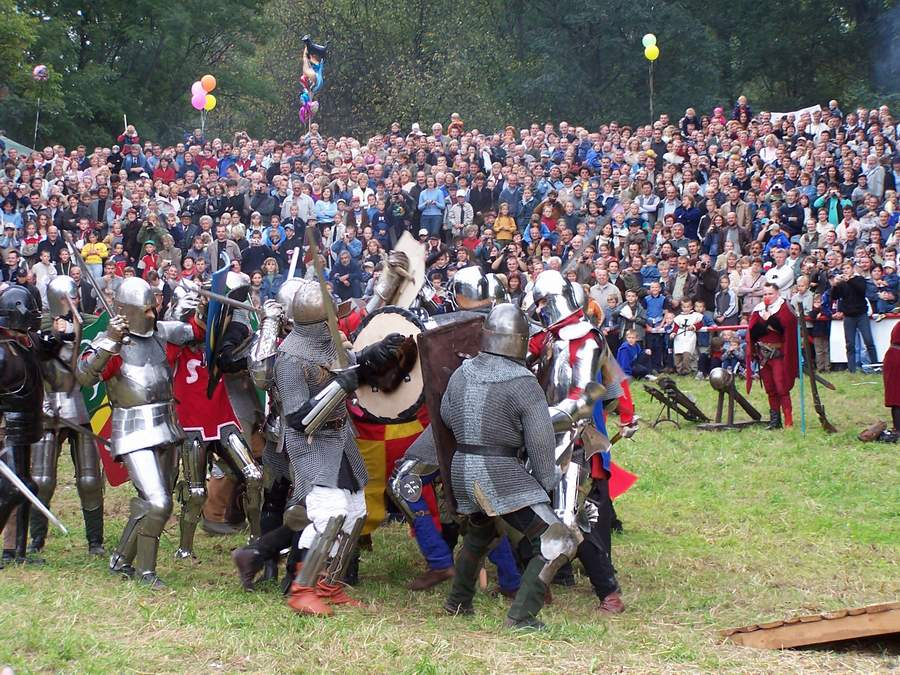
Turniej rycerski 2006
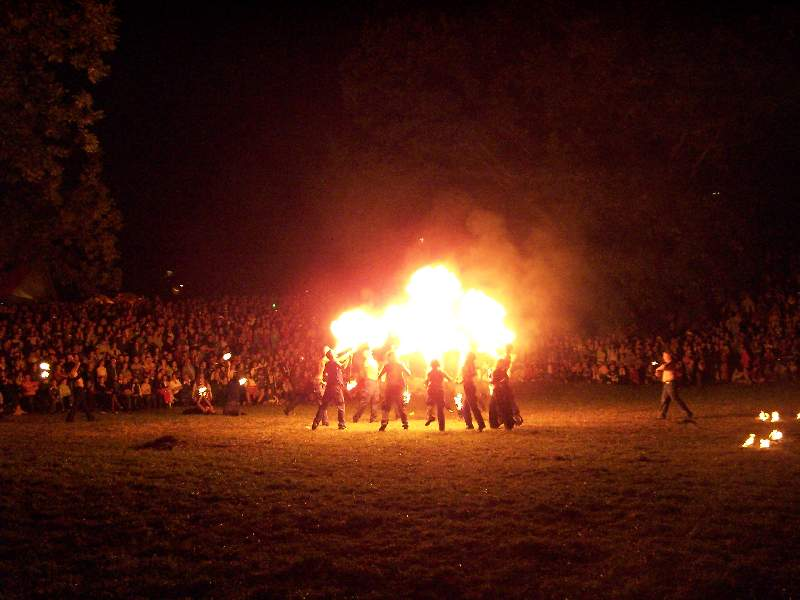
Turniej rycerski 2006
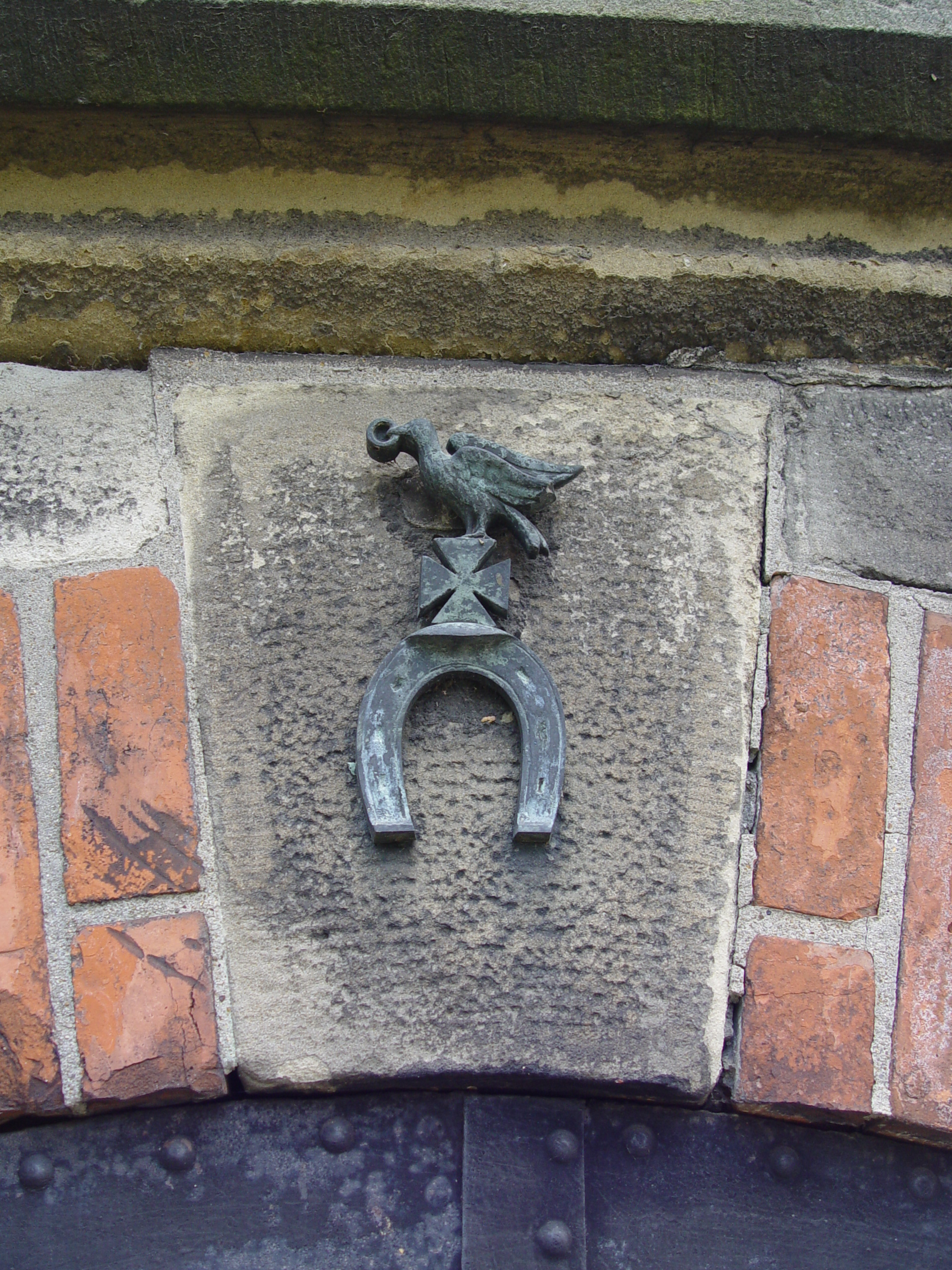
herb Ślepowron nad wejściem do kaplicy Jastrzębskich
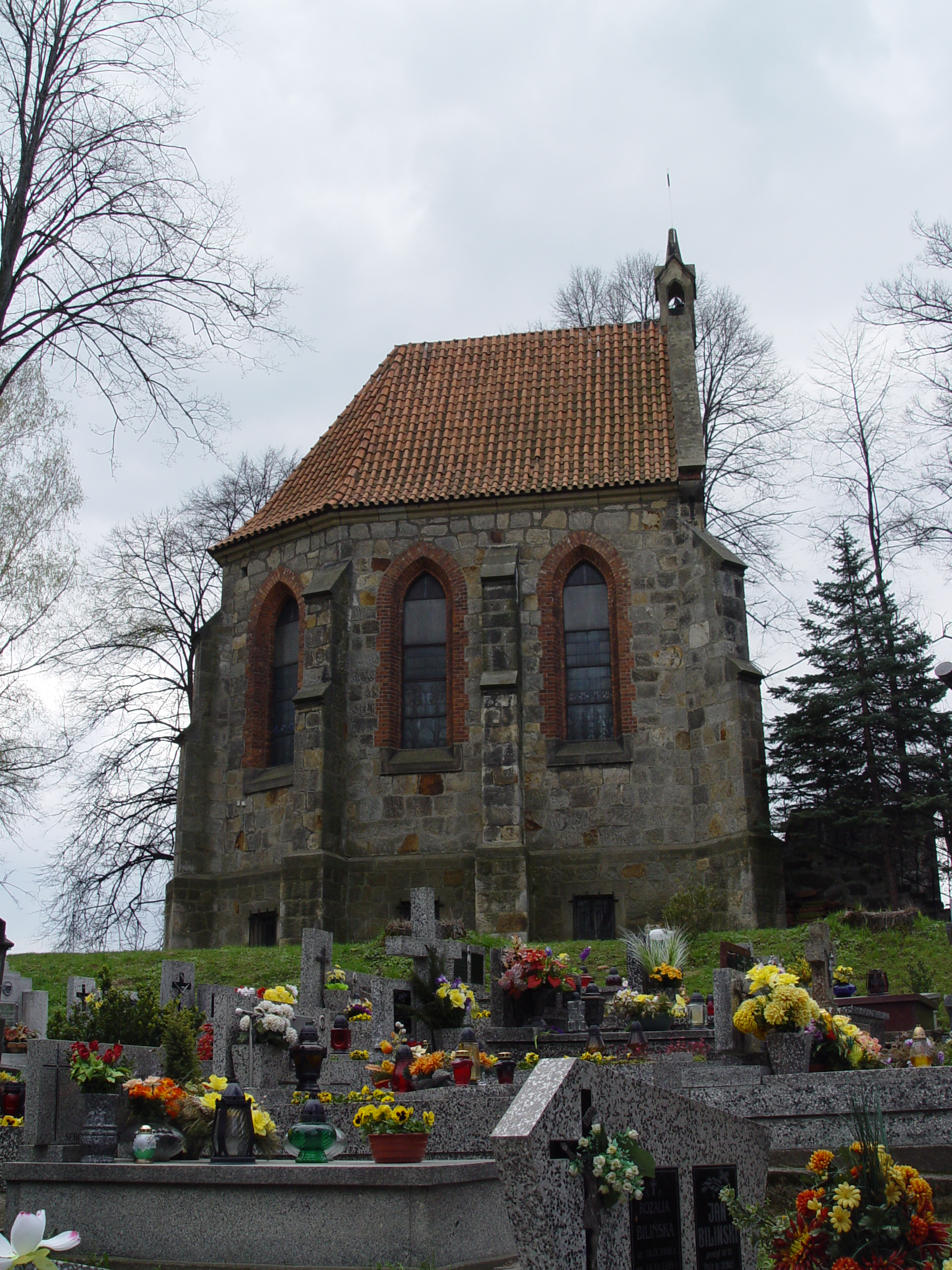
Kaplica grobowa Jastrzębskich
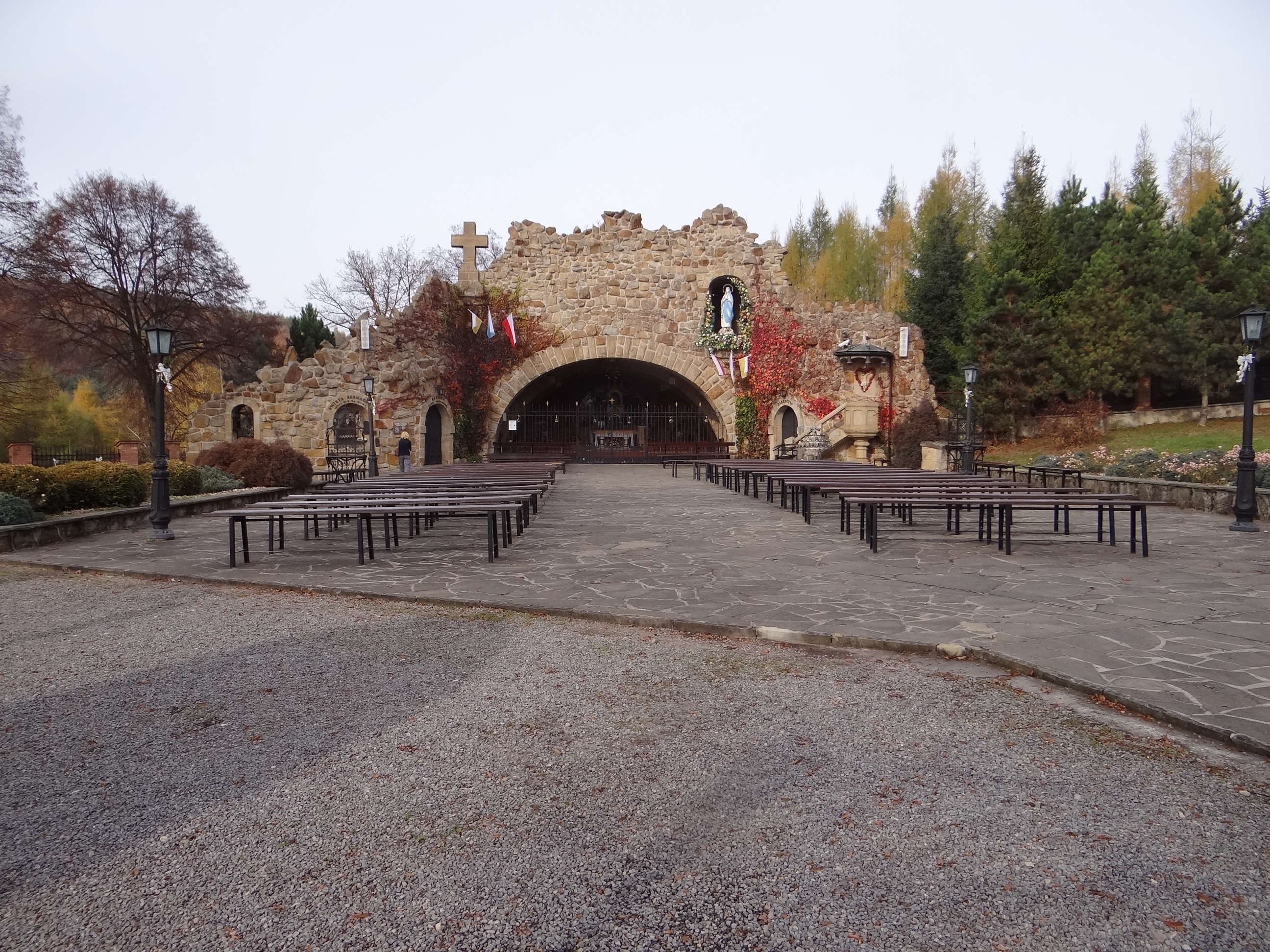
Grota Matki Bożej z Lourdes w Porąbce Uszewskiej
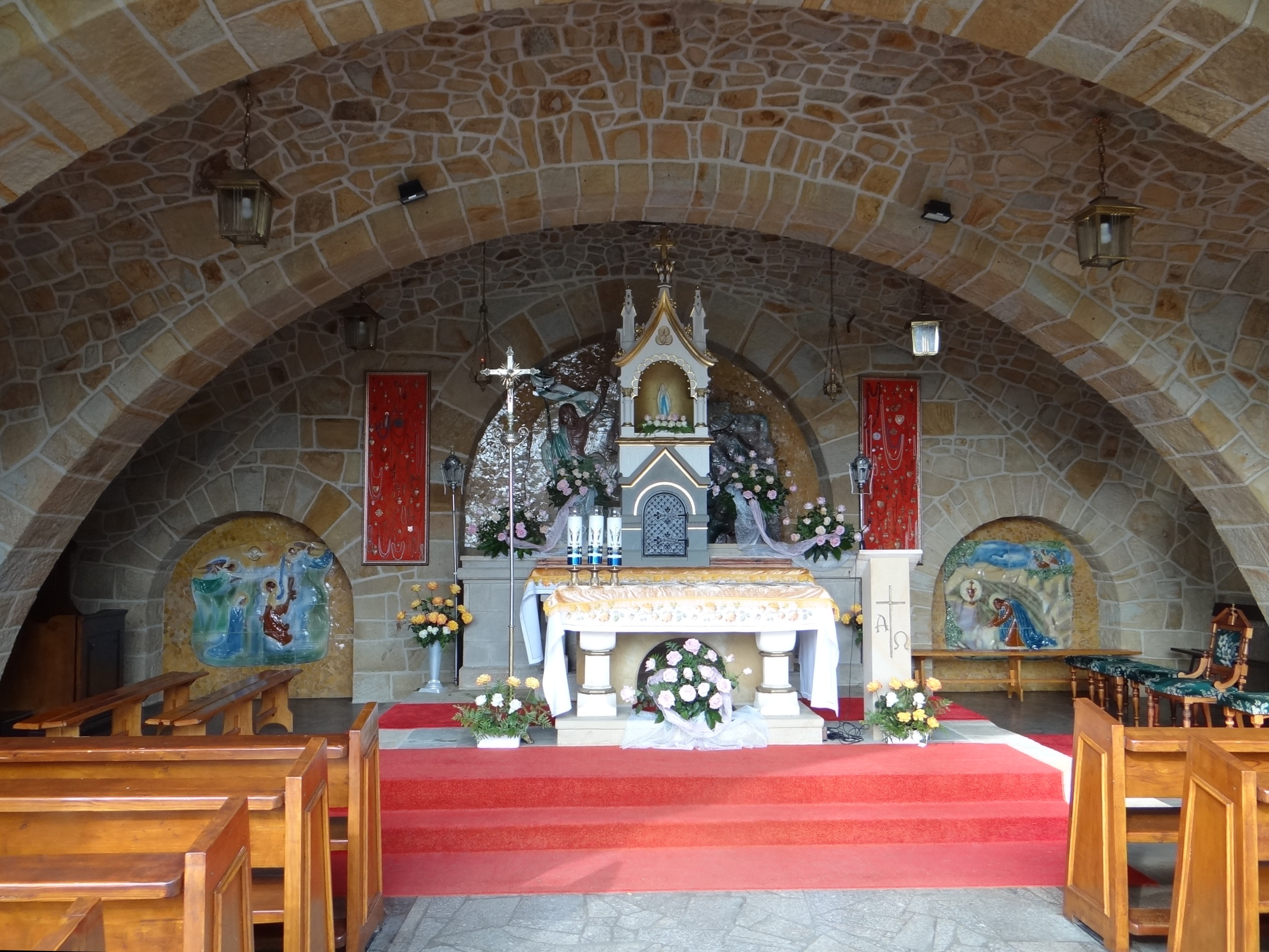
Ołtarz znajdujący się w Grocie - Porąbka Uszewska
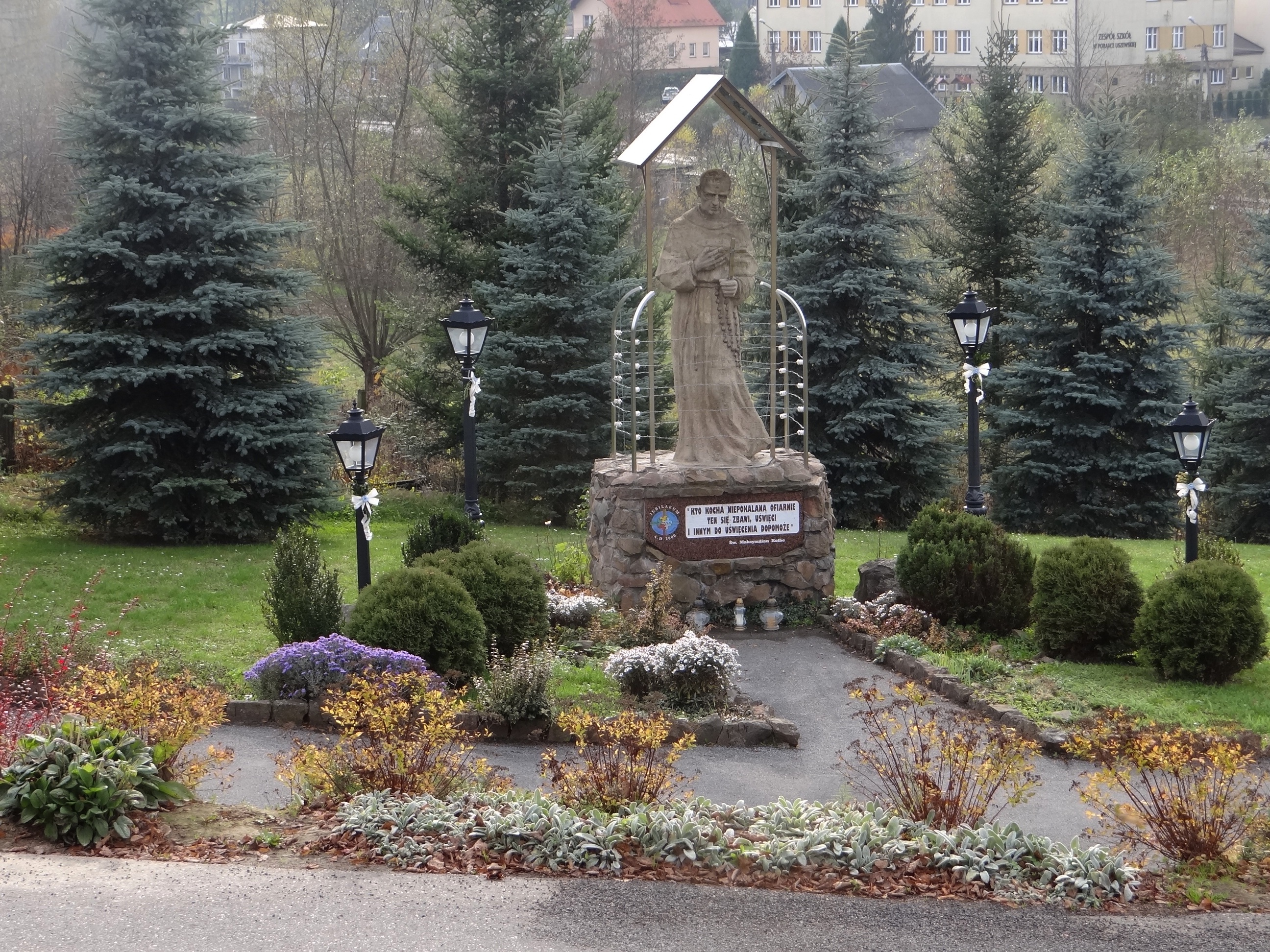
Pomnik Maksymiliana Kolbe w Porąbce Uszewskiej
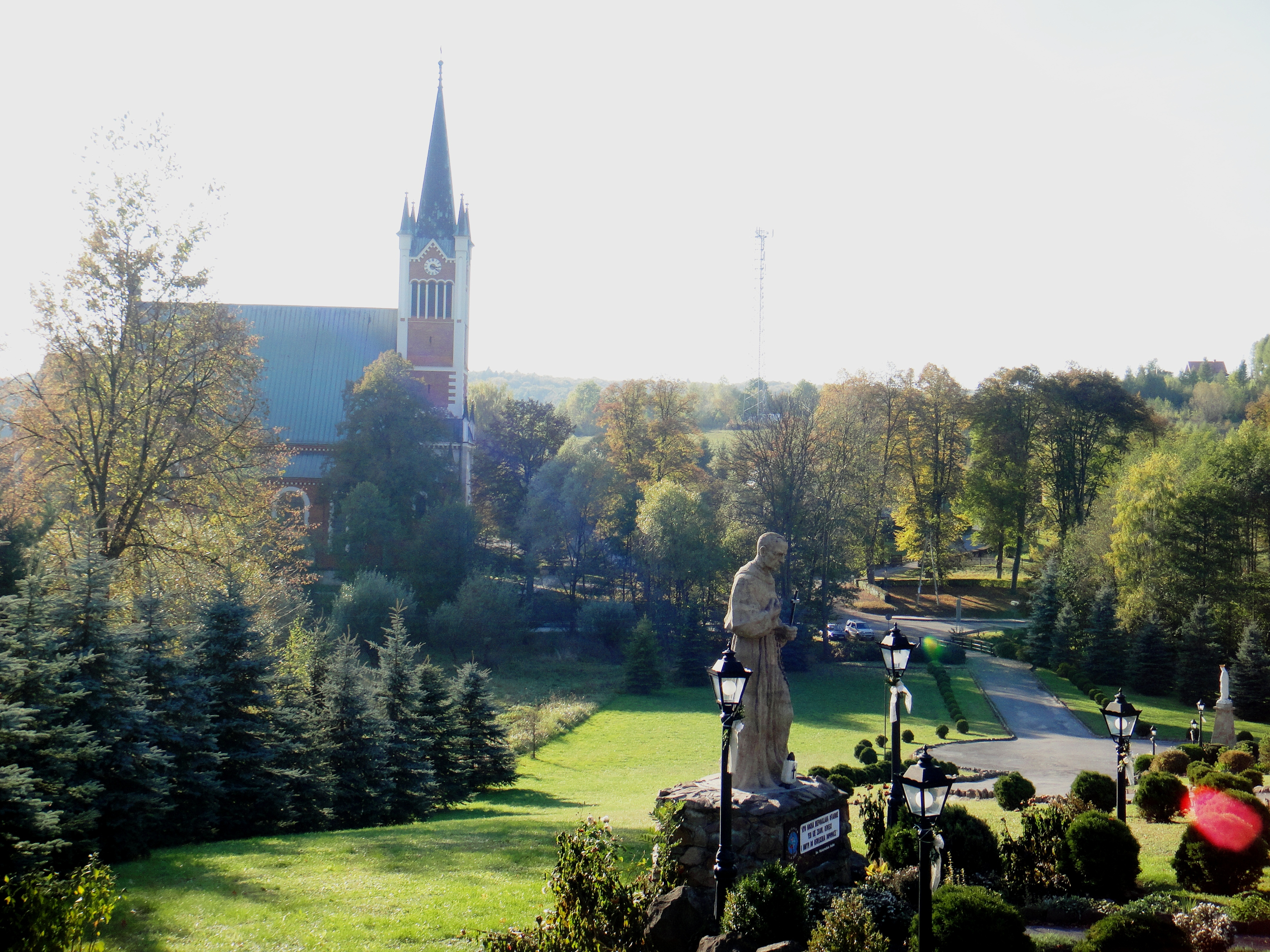
Kościół Parafialny w Porąbce Uszewskiej